# المسيحية في القرن السابع ميلادي

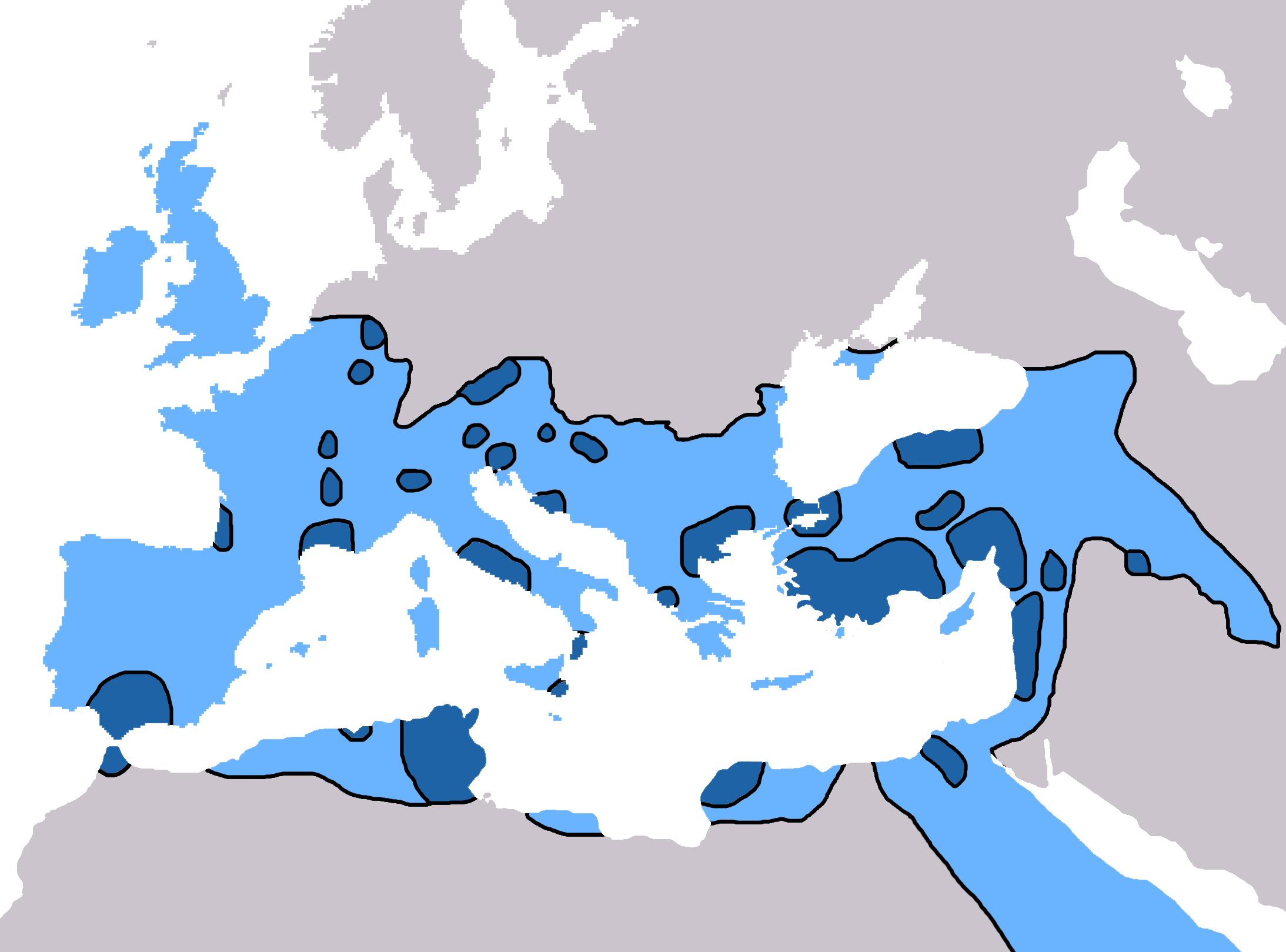

بدأت التقسيمات في الكنيسة الغربية (اللاتينية) والكنيسة الشرقية (اليونانية) للمسيحية الكاثوليكية القسطنطينية تتخذ شكلاً مميزًا في المسيحية في القرن السابع. في حين أن الكنيسة في الشرق حافظت على هيكلها وشخصيتها وولائها للإمبراطور واللغة اليونانية تطورت بشكل أبطأ، فقد اضطر بابوات روما في الغرب إلى التكيف بسرعة ومرونة أكبر مع الظروف المتغيرة بشكل جذري. اضطر بابا روما، مع الحفاظ على ولائه الاسمي للإمبراطور الشرقي، إلى التفاوض مع «الحكام البرابرة» في المقاطعات الغربية السابقة.
الأغلبية من السكان المسيحيين كانوا في الشرق، لكن تطور الاحداث في الغرب كان قويًا خاصة في القرون الوسطى.
خلال القرن السابع، بدأ زعيم وقائد ديني عربي يُدعى محمد بن عبد الله في نشر رسالة القرآن، الذي يتضمن عقائد مشابهة للمسيحية واليهودية. أعلن هذا الدين الجديد، المسمى بالإسلام لعبادة وطاعة إله واحد أحد هو الله، كطريقة حياة (دين ودنيا) بحلول عام 630، كان محمد قد وحد شبه الجزيرة العربية بأكملها تحت حكم الإسلام، بما في ذلك مملكة اليمن المسيحية السابقة. بعد وفاة محمد، ظهرت إمبراطورية إسلامية، أو خلافة، بدأت بالتوسع خارج شبه الجزيرة العربية. في هذا الوقت انتهت حروب الروم والفرس بعد قرون من الحرب حوالي 700 سنة، تاركة الإمبراطوريتين منهكتين.

## المجالس المسكونية

### مجمع القسطنطينية الثالث
المجلس المسكوني الثالث في القسطنطينية – أنكر العقيدة المونوثيليتية (التي تقول ان المسيح كان ذا طبيعة واحدة - البشرية) وأكد أن المسيح كان له الطبيعة الإلهية والبشرية معا (أي أنه إله وإنسان، لدعم عقيدة الثالوث). يعتبر واحدًا من أول سبعة مجالس مسكونية.

### مجلس Quinisext
لم يُقبل مجلس Quinisext أو المجلس في Trullo لسنة (692) من قِبل الكنيسة الرومانية الكاثوليكية. نظرًا لأنه كان في الغالب مجلسًا إداريًا لرفع بعض العقائد المحلية إلى الوضع المسكوني، وإرساء مبادئ لانضباط الكهنوت، واستعمال الشريعة الكتابية، وتأسيس نظام بنتاركية أي الخمسة بطاركة أي في روما والقسطنطينية وأنطاكية والإسكندرية، دون تحديد مسائل العقيدة، فإن الكنيسة الأرثوذكسية الشرقية لا تعتبره كامل، بدلاً من ذلك تعتبره امتدادًا للمجالس الخامس والسادس.

## اللاهوت الغربي
مع سقوط الإمبراطورية الرومانية الغربية تحت ضغط الغزوات البربرية المختلفة، انقطعت الروابط بين الثقافة الفكرية على مستوى الإمبراطورية، صار يميل اللاهوت أن يصبح أكثر محلية وأكثر تنوعًا وأكثر تجزئة. كانت المسيحية الكلاسيكية المحفوظة في إيطاليا من قِبل رجال مثل بوثيوس و‌كاسيودوروس مختلفة عن مسيحية الفرنجة القوية التي وثقها غريغوري أوف تورز، والتي كانت مختلفة عن المسيحية في أيرلندا و‌نورثمبريا. طوال هذه الفترة، كان العلم اللاهوتي في هذه الفترة رهبانيًا، وازدهارً في الأديرة والصوامع الرهبانية حيث يمكن النيل من موارد التعلم اللاهوتي.
- إيزيدور الإشبيلي (حوالي 560-636)
- بيدا (672-736)

## الرهبنة

### الغربية
كان اللوردات والنبلاء الأثرياء يمنحون الأديرة ممتلكات في مقابل الصلاة على روح أحد أحبائهم المتوفين لنقلها إلى الجنة، مثل هذه العقارات جعلت الأديرة مثمرة للغاية. تم رفع الراهب العام بشكل أساسي إلى مستوى من النبلاء؛ لأن أقنان الاقطاعيين يكدون في العمل بينما الراهب حر في الدراسة. وهكذا جذبت الأديرة العديد من أفضل الناس في المجتمع، وخلال هذه الفترة كانت الأديرة عبارة عن مخازن مركزية ومنتجة للمعرفة.

### الرهبنة الشرقية
من أهم أعمال الرهبنة الشرقية في دير سانت كاترين على جبل سيناء كتيب «سلم الصعود الإلهي» كتبه يوحنا السلمي (حوالي 600)، وهو عمل ذو أهمية لدرجة أن العديد من الأديرة الأرثوذكسية حتى يومنا هذا يقرأوه علنًا إما أثناء الخدمات الإلهية أو خلال الصوم الكبير.
في ذروة الإمبراطورية البيزنطية، أقام الأباطرة العديد من الأديرة العظيمة، بما في ذلك العشرين «ديراً ذات سيادة» على جبل آثوس، حيث تم تجميع الفيلوكاليا (هي «مجموعة من النصوص المكتوبة بين القرنين الرابع والخامس عشر من قبل قادة  روحيين»  من التقليد الهدوئي الصوفي للكنيسة الأرثوذكسية الشرقية).

## انتشار المسيحية

### إنجلترا
بدأ تنصير إنجلترا الأنجلوسكسونية حوالي سنة 600، بتأثير من البعثة الغريغورية، و‌البعثة الهايبرنية الاسكتلندية، منصب أول رئيس أساقفة كانتربيري، عام 597.
قُتل أروالد، آخر ملك أنجلوسكسوني وثني، عام 686.

### الشعوب الجرمانية

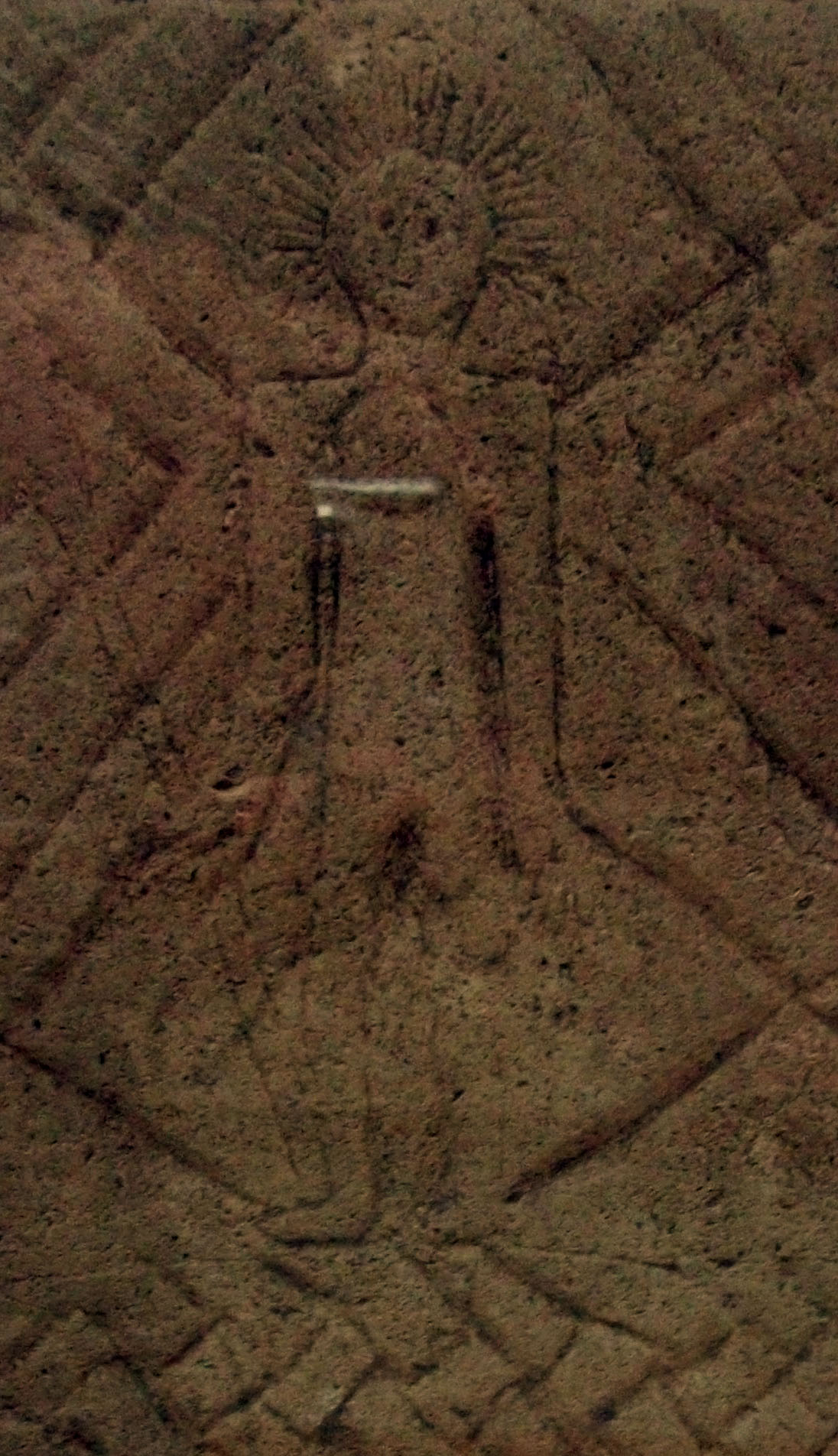
تصوير فرانكي ليسوع من القرن السابع الميلادي من كونيغسفينتر في ألمانيا.

كولومبانوس و‌سان بونيفاس و‌فليبرورد وآخرون أخذوا المسيحية إلى شمال أوروبا ونشروا الكاثوليكية بين الشعوب الجرمانية والسلافية. كانت المباحثات في سينودس ويتبي عام 664 بالرغم من أنها لم تكن حاسمة كما يُزعم أحيانًا، إلا أنها كانت لحظة مهمة في إعادة دمج الكنيسة السلتية للجزر البريطانية في التسلسل الهرمي الروماني، بعد قطع الاتصال الفعلي بروما من قبل الغزاة الوثنيين.
أصبح أجداد الألمان مسيحيين بعد فترة من التوفيق بين المعتقدات المسيحية والجرمانية خلال القرن السابع، عن طريق التقليد التدريجي للديانة الجديدة للنخبة الميروفنجية.
من بين المبشرين المسيحيين للأنجلو ساكسون:
- أوغسطين أسقف كانتربيري
- لورانس من كانتربري
- ميليتوس
- جوستوس
- تشاد من ميرسيا
- القديس هونوريوس
- ايدان من ليندسفارن
- سانت ترودبرت (إيرلندي، القرن السابع)
- القديس رامبولد

### الصين
عندما تم إدخال المسيحية لأول مرة إلى الصين، كانت شائعة التقاليد والعادات القديمة للشعب. الصيني العادي كان يتبع ديانة صينية عامة تتكون من عناصر روحانية وتعدد الآلهة والتي تمثل تكتلاً توفيقيًا لأفكار البوذية و‌الطاوية و‌الكونفوشية. وهكذا واجهت الكنيسة المسيحية بسياساتها الانقسامية والإقصائية بعض الصعوبات. فقط في فترات سلالتي تانغ (618-906) و‌يوان (1206-1368) حقق مشروع الإنجيل درجة كبيرة من النجاح. تنص كتاب الأدعية القديمة لكنيسة مالابار السورية المكتوبة خلال القرن السابع عشر على أنه «بواسطة سانت توماس الصينيين... تحولوا إلى الحقيقة... بواسطة القديس توما طارت مملكة السماء ودخلت الصين... يقدم الصينيون في ذكرى القديس توما عبادتهم لاسمك الأقدس، يا الله».
كان من الممكن أن تجلب التجارة النشطة لقرون بين الصين والغرب المبشرين المسيحيين في وقت مبكر. هناك القليل من الأدلة أو لا يوجد دليل على وجود المسيحيين في الصين قبل القرن السابع. ولكن منذ ذلك الحين، تعددت الأدلة على المسيحية في الصين خلال عصر تانغ (618-906)، بما في ذلك الإشارات في الكتابات الصينية، والمراسيم الإمبراطورية، ولا سيما النقوش الشهيرة على ما يسمى «النصب التذكاري النسطوري». كانت خطوط الاتصال الدولي مفتوحة على مصراعيها؛ ازدهرت التجارة الخارجية. كانت الحكومة متسامحة تجاه جميع الأديان. تم الترحيب بجميع الأجانب بصفات مختلفة. في عصر تانغ هذا، عُرفت المسيحية أولاً باسم «الدين المضيء» (Jǐng Jiào).
فيما يلي سرد لكيفية وصول Alopen عام 635 حاملاً الكتاب المقدس. رحب به الإمبراطور غاوزو، مؤسس أسرة تانغ. أمر الإمبراطور، بعد أن فحص الكتابات المقدسة، بترجمتها والتبشير برسالتهم. كما أدار بناء دير مسيحي في عاصمته. وفقًا للنقش، شجع خليفته، الإمبراطور تايزونج، المسيحية أيضًا وأمر ببناء دير في كل مقاطعة من مقاطعاته.
كُتِب الجزء الثاني من النصب باللغة السريانية وسجل فيه حوالي سبعة وستين اسمًا: أسقف واحد، وثمانية وعشرون كاهنًا، وثمانية وثلاثون راهبًا. وتكشف التلميحات والعبارات عن الكفاءة في كل من الصينية والسريانية ومعرفة كل من البوذية والطاوية. كما تم اكتشاف مخطوطات مسيحية قديمة في دونهوانغ من نفس الفترة تقريبًا وتشمل هذه «ترنيمة للثالوث» وتشير إلى ما لا يقل عن ثلاثين كتابًا مسيحيًا، مما يشير إلى تداول أدب مسيحي كبير.

### شمال شرق آسيا
طرق التجارة على طريق الحرير وصلت إلى كوريا واليابان وما هو اليوم شرق روسيا في هذا الوقت، جاءتها المسيحية من الصين، ولا سيما من تشانغ آن خلال عهد أسرة تانغ، حيث أتت المسيحية أولاً إلى كوريا واليابان. في حالة كوريا، حيث يبدو أن المسيحية كانت موجودة، تم العثور على أدلة في السجلات الكورية Sanguk Yusa و Sanguksa، على وجود المسيحية النسطورية خلال عهد أسرة شيلا الموحدة (661-935).

### الشرق الأوسط
بدأ الوجود الإسلامي في الأرض المقدسة ومصر مع الفتح الإسلامي للشام في القرن السابع. أدت النجاحات العسكرية للجيوش الإسلامية إلى انكفاء الإمبراطورية البيزنطية و‌الكنيسة الأرثوذكسية الشرقية.
لم يؤدي الفتح الإسلامي المبكر لهذه الأراضي في القرنين السابع والثامن إلى اضطهاد مباشر، كان يوجد شبه تسامح. ولكن تم منع ارتداد المؤسلمين إلى دينهم بالتهديد بالقتل، وبدأ الكثير من المسيحيين ينضمون إلى الإسلام لتجنب التمييز (كقرود وخنازير) والضرائب الباهظة (الجزية). أدى هذا النوع من الاضطهاد الخفي إلى خنق النمو المسيحي، ودفع بالكنيسة إلى مجتمعات معزولة، وعدم تشجيع الكرازة. ولما سيطرت الحكومات الإسلامية في النهاية على طرق التجارة الكبرى، وأصبح العالم الإسلامي منغلقًا تقريبًا على إعلان الإنجيل.
تم وصف الأتراك المسيحيين الذين يزورون طيسفون بأنهم أناس ذوو عادات نظيفة ومعتقدات أرثوذكسية وقراء للكتاب المقدس باللغتين السريانية ولغتهم.

## الصراع البيزنطي والإسلامي

### الحروب الرومانية الفارسية
استمر الصراع بين الإمبراطوريتين الفارسية والرومانية من 92 قبل الميلاد إلى 627 بعد الميلاد، وكان صراعًا طويل الأمد يمكن القول إنه استمرار للحروب الفارسية اليونانية. أدت الحروب الرومانية الفارسية إلى إضعاف الدول العربية المجاورة أيّ الغساسنة والمناذرة. استنزف الصراع الإمبراطوريتين الفارسية والبيزنطية لدرجة كبيرة فعندما بدأت الفتوحات الإسلامية، لم يستطع أيّ منهما الدفاع بشكل فعال ضد الهجوم، فوقعت بلاد فارس باكملها في أيدي المسلمين، والجزء الأكبر من أراضي الروم في الشرق.

### الحروب البيزنطية العربية

عصر الخلفاء
التوسع في عهد محمد، 622-632
التوسع خلال الخلافة الراشدة، 632–661
التوسع خلال الخلافة الأموية 661-750

بعد وفاة النبي محمد عام 632، كان هناك دفع قوي من قِبل المسلمين العرب لغزو القبائل العربية في الشرق مثل الغساسنة ومعظمهم من المسيحيين. كانت الحروب البيزنطية الإسلامية سلسلة من الحروب بين الخلفاء العرب المسلمين والإمبراطورية البيزنطية الأرثوذكسية الشرقية. التي بدات خلال الفتوحات الإسلامية الأولى تحت قيادة الخلفاء الراشدين ولاحقاً الخلفاء الأمويين واستمرت حتى بداية الحروب الصليبية.
استمر الصراع من 629-717، وانتهى بالحصار العربي الثاني للقسطنطينية الذي أوقف التوسع السريع للإمبراطورية العربية الأموية في آسيا الصغرى.